# Scott Mori
Scott Alan Mori (Janesville (Wisconsin), 13 oktober 1941 – 12 augustus 2020) was een Amerikaanse botanicus.

## Loopbaan
Hij behaalde zijn BSc in de biologie en natuurbescherming in 1964 aan de University of Wisconsin (Stevens Point). In 1968 behaalde hij zijn MSc aan de University of Wisconsin-Madison. In 1974 behaalde hij aan dezelfde universiteit een Ph.D. met het proefschrift Taxonomic and Anatomic Studies of Gustavia (Lecythidaceae).
Mori onderwees botanie en zoölogie aan de University of Wisconsin-Marshfield van 1969 tot 1974. In 1974 en 1975 was hij conservator bij het Summitt Herbarium in Panama. Tussen 1975 en 1978 was hij als onderzoeker verbonden aan de New York Botanical Garden. Tussen 1978 en 1980 was hij conservator bij Herbário Centro de Pesquisas do Cacau in Itabuna (Bahia, Brazilië). Tussen 1980 en 1982 was hij associate-conservator bij de New York Botanical Garden. Tussen 1982 en 1990 was hij hier vervolgens conservator. In 1990 en 1991 was hij gedurende zes maanden als ‘Mellon Fellow’ verbonden aan het Smithsonian Institution. Tussen 1991 en 1995 was hij senior-conservator bij het Institute of Systematic Botany van de New York Botanical Garden. Tussen 1995 en 2001 bekleedde hij de positie van directeur van het Institute of Systematic Botany.
Vanaf 1998 bekleedde Mori bij het Institute of Systematic Botany de positie van 'Nathaniel Lord Britton Curator of Botany'. Tevens bekleedde hij meerdere academische posities. In 1980 werd hij adjunct-professor aan het Lehman College van de City University of New York. Vanaf 1997 bekleedde hij deze positie bij Center for Environmental Research and Conservation van de Columbia University. Vanaf 2000 was hij associate professor adjunct bij de School of Forestry and Environmental Studies van de Yale University.
Mori deed onderzoek naar de taxonomie, de ecologie, de evolutiebiologie en de bescherming van de plantenfamilie Lecythidaceae. Hij hield zich bezig met het ontsluiten van informatie en afbeeldingen van deze plantenfamilie via het internet. Hij ontwikkelde een fylogenie van de familie Lecythidaceae, waarbij hij gebruikmaakte van anatomische, morfologische en moleculaire gegevens. Daarnaast hield hij zich met floristiek, zoals de inventarisatie van vaatplanten in Centraal-Frans-Guyana, waarvoor hij onder meer samenwerkte met het Institut de Recherche pour le Développement. Andere onderzoeksterreinen waar hij zich mee bezighield, betroffen de natuurbescherming van neotropische laaglandwouden, de bestuiving en verspreiding van zaden van neotropische bomen (co-evolutie tussen planten enerzijds en bestuivers en zaadverspreiders anderzijds), interacties tussen planten en vleermuizen en een inventarisatie van de planten en korstmossen van Saba.
Mori ontving onderscheidingen, waaronder de Engler Medal in Silver van de International Association for Plant Taxonomy voor de beste publicatie met betrekking tot systematische botanie in 2002. De Engler Medal ontving hij samen met Georges Cremers, Carol A. Gracie, Jean-Jacques de Granville, Scott, V. Heald, Michel Hoff en John D. Mitchell voor het boek Guide to the vascular plants of central French Guiana, pt. 2, Dicotyledons. Verder ontving Mori de David Fairchild Medal voor tropische plantenexpedities van de National Tropical Botanical Garden in 2007 en de Asa Gray Award in 2007 van de American Society of Plant Taxonomists.
Mori ondernam meerdere expedities in Midden- en Zuid-Amerika, waarop hij meer dan 25.000 plantenspecimens verzamelde. Hij was lid van meerdere organisaties, waaronder de International Association for Plant Taxonomy, de Linnean Society of London, de Torrey Botanical Society (voorzitter van 1999-2001) de American Society of Plant Taxonomists en de Botanical Society of America.
Mori was (mede)auteur van artikelen in wetenschappelijke tijdschriften als American Journal of Botany, Annals of the Missouri Botanical Garden, Brittonia en Science. Tevens was hij (mede)auteur en redacteur van meerdere boeken en monografieën. Hij was de (mede)auteur van meer dan honderd botanische namen. Hij participeerde in de Flora Mesoamericana, een samenwerkingsproject dat is gericht op het in kaart brengen en beschrijven van de vaatplanten van Meso-Amerika. Tevens was hij verbonden aan de Organization for Flora Neotropica (OFN), een organisatie die als doel heeft om een gepubliceerd overzicht te geven van de flora van de neotropen.
Scott Alan Mori overleed in augustus 2020 op 78-jarige leeftijd.